# 21355 Піковська
21355 Піковська (21355 Pikovskaya) — астероїд головного поясу, відкритий 31 березня 1997 року.
Тіссеранів параметр щодо Юпітера — 3,260.